# James R. Hindman

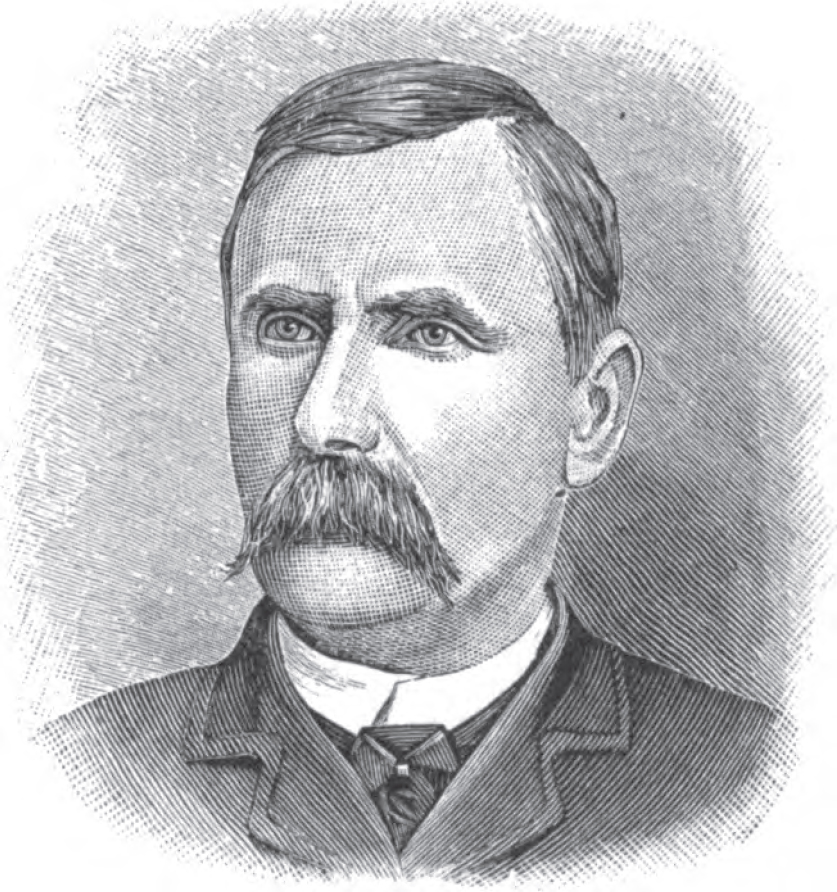
James R. Hindman

James Robert Hindman (* 4. Februar 1839 im Adair County, Kentucky; † 12. Oktober 1912 in Columbia, Kentucky) war ein US-amerikanischer Politiker. Zwischen 1883 und 1887 war er Vizegouverneur des Bundesstaates Kentucky.

## Werdegang
Die Quellenlage über James Hindman ist sehr schlecht. Über seine Jugend und Schulausbildung ist nichts überliefert. Auch über seinen Werdegang jenseits der Politik gibt es in den Quellen keine Angaben. Selbst sein Geburtsort wird unterschiedlich einmal im Adair County und einmal im Bourbon County angegeben. Sicher ist, er war Mitglied der Demokratischen Partei.
1882 wurde Hindman an der Seite von J. Proctor Knott zum Vizegouverneur von Kentucky gewählt. Dieses Amt bekleidete er zwischen 1883 und 1887. Dabei war er Stellvertreter des Gouverneurs und Vorsitzender des Staatssenats. Im Jahr 1892 kandidierte er erfolglos für das US-Repräsentantenhaus. Er starb am 12. Oktober 1912 in Columbia. Die Stadt Hindman im Knott County wurde nach ihm benannt.